# Его Воробейшество
«Его Воробейшество» (англ. High Sparrow) — третий эпизод пятого сезона фэнтезийного сериала канала HBO «Игра престолов», и 43-й во всём сериале. Авторами сценария стали создатели сериала Дэвид Бениофф и Д. Б. Уайсс, а режиссёром стал Марк Майлод. Премьера состоялась 26 апреля 2015 года. До выхода в эфир этот эпизод был одним из первых четырёх эпизодов, которые утекли онлайн.

## Сюжет

### В Королевской Гавани
Томмен (Дин-Чарльз Чэпмен) и Маргери (Натали Дормер) женятся и первой же ночью консумируют свой брак. Маргери манипулирует королём, чтобы он постарался убедить свою мать, королеву Серсею (Лина Хиди), вернуться в Утёс Кастерли якобы для её же благополучия, но та отказывается. Серсея, с показным вниманием заботливой свекрови, сталкивается с Маргери, но понимает, что она бессильна, когда молодая супруга насмешливо сплетничает о пыле Томмена в спальне.
Верховый септон (Пол Бентли) посещает бордель, где на него нападают Лансель (Юджин Саймон) и несколько других Воробьёв и заставляют его ходить голым по улицам, в то время как его поносят грешником. Он просит Малый Совет предпринять действия против Воробьёв, казнив их лидера, Его Воробейшество (Джонатан Прайс). Серсея встречается с последним, чтобы лично сказать, что ему не грозит опасность и что она заключила в тюрьму Верховного септона, которого он должен заменить в качестве главы Семерых. Возвращаясь в замок, Серсея просит Квиберна (Антон Лессер) отправить письмо лорду Бейлишу. Пока Квиберн пишет, на операционном столе трясется тело Григора Клигана («Горы»).

### На Севере
В то время как рабочие восстанавливают Винтерфелл, во дворе замка Вонючка (Альфи Аллен) с ужасом наблюдает, как подвешивают несколько ободранных трупов — это убитые Рамси Болтоном (Иван Реон) лорд, отказавшийся платить подати, и его семья. Обслуживая за ужином Русе (Майкл Макэлхаттон) и Рамси Болтонов, он узнаёт о том, что у них не достаёт людей для подавления возможного восстания знаменосцев Дома Старков. Русе говорит Рамси, что лучший для них способ заключения союза — это брак.
Во Рве Кейлин Петир Бейлиш (Эйдан Гиллен) говорит Сансе (Софи Тёрнер), что он согласился выдать её замуж за Рамси. Ей отвратителен брак с представителем дома, ответственного за смерть её брата и матери, но позже она передумывает, когда Петир указывает на возможность отомстить. Они прибывают в Винтерфелл, и их принимают Русе, его жена Уолда (Элизабет Уэбстер) и Рамси. Последний обещает Петиру, что он никогда не обидит Сансу. Русе обсуждает возможные последствия их плана; Петир говорит ему, что Ланнистеры не опасны после смерти Тайвина Ланнистера и становления Маргери Тирелл королевой. Это не убеждает Русе, и он показывает отправленное для Бейлиша письмо от Серсеи. Петир уверяет его в их союзе, тем не менее Русе просит прочитать ответ Бейлиша королеве-матери.
За Петиром и Сансой тайно следуют Бриенна (Гвендолин Кристи) и Подрик (Дэниел Портман). Подрик рассказывает Бриенне историю о том, как он стал служить Тириону Ланнистеру, а она рассказывает ему о своей влюблённости в Ренли Баратеона, что она считает Станниса ответственным за смерть Ренли и поклялась убить Станниса в отместку.

### На Стене
Джон Сноу (Кит Харингтон), ставший лордом-командующим Ночного Дозора, говорит Станнису (Стивен Диллэйн), что должен отказаться от его предложения стать Джоном Старком в обмен на подчинение, так как дал клятву Ночному Дозору. Он спрашивает Станниса, как долго тот со своими людьми намерен оставаться на Стене, ибо Дозор из-за нехватки продовольствия не может кормить его солдат бесконечно. Станнис говорит Джону, что он со своей армией отправится в Винтерфелл в течение двух недель. Станнис уходит, но Давос (Лиам Каннингем) остаётся просить Джона о помощи Ночного Дозора во взятии Винтерфелла у Болтонов.
В обеденном зале Джон назначает сира Аллисера (Оуэн Тил) новым Первым Разведчиком. Затем Джон приказывает Яносу Слинту (Доминик Картер) покинуть Чёрный Замок, чтобы стать командующим Серого Стража, разрушенного замка у Стены. Янос демонстративно отказывается выполнять приказ и оскорбляет Джона. Джон приказывает вывести Яноса во двор. На плахе Слинт соглашается подчиниться приказу и умоляет о пощаде, но Джон отрубает ему голову и видит, как вышедший на публику Станнис кивает ему в знак одобрения.

### В Браавосе
В Чёрно-Белом Доме Арья (Мэйси Уильямс) видит, как человек с лицом Якена Хгара (Том Влашиха) даёт другому человеку воду. Он уходит молиться, а Арья приближается к Якену и требует, чтобы он начал учить её быть Безликой. Якен напоминает ей фразу «валар дохаэрис», что означает «все люди служат», и обвиняет Арью в том, что она хочет служить только себе. Он поворачивается и видит, что молящийся человек умер и двое слуг пришли забрать его тело. Они игнорируют Арью, когда она спрашивает, что делают с телом.
Позже к Арье приближается Бродяжка (Фэй Марсей), которая спрашивает её, кем она является. Арья отвечает, что она никто, но Бродяжка недовольна её ответом и начинает бить её. Прибывает Якен и останавливает потасовку. Заметив, что Арья собиралась атаковать Бродяжку с помощью Иглы, он спрашивает Арью, как она может быть окружена вещами Арьи Старк, если она действительно никто. Арья несёт свои вещи на причал, где бросает их в воду, но не может заставить себя выбросить Иглу, поэтому прячет свой маленький меч в ближайших камнях и возвращается подметать в Чёрно-Белом Доме. Затем Якен ведёт её в комнату, где она и Бродяжка обмывают тело покойника.

### В Волантисе
Прибыв в Волантис, Тирион (Питер Динклэйдж) убеждает Вариса (Конлет Хилл) выпустить его из кареты и пройтись по улицам. В городе они замечают, как красная жрица (Рила Фукусима) проповедует местным рабам о «спасителе» Дейенерис Таргариен. После того как жрица замечает Тириона, двое уходят в бордель. Тирион разговаривает с проституткой, но оказывается не в состоянии заставить себя заняться с ней сексом, и уходит по нужде. Во время справления нужды его похищает Джорах Мормонт (Иэн Глен), который говорит Тириону, что намерен отвезти его к королеве Дейенерис.

## Производство

### Сценарий

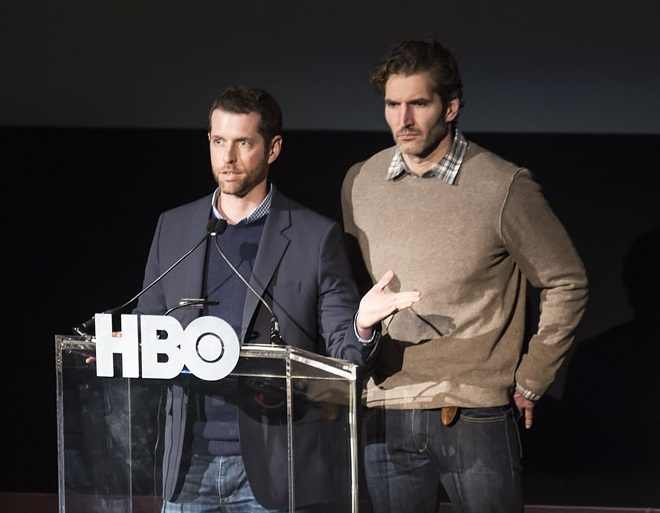
Сценарий к эпизоду написали создатели сериала Дэвид Бениофф и Д. Б. Уайсс.

Сценарий к эпизоду написали исполнительные продюсеры Дэвид Бениофф и Д. Б. Уайсс и включает содержимое из двух романов Джорджа Р. Р. Мартина, «Пира стервятников», глав Арья I, Серсея III, Арья II, Серсея V, Серсея VI, Алейна III и элементы из Бриенны III и Бриенны IV, и «Танца с драконами», глав Джон II, Вонючка III, Тирион VI и Слепая Девочка.
Как и другие эпизоды этого сезона, «Его Воробейшество» отклонился от книг Мартина в нескольких местах. Например, сюжетная линия Тириона была ускорена, а Томмен уже довольно взрослый, чтобы скрепить свой брак с Маргери. «Самым большим сюрпризом эпизода в ночь воскресенья» в «Forbes» назвали то, что Санса едет в Винтерфелл, чтобы выйти за Рамси Болтона, хотя в книге, вместо неё, роль на себя взял второстепенный персонаж, выдающий себя за Арью. Басис описал смешанные чувства по поводу этих изменений, но заявил, что «по крайней мере, это даст Софи Тёрнер какой-то реальный содержательный материал.» В интервью сценарист шоу Дэвид Бениофф объясняет, что сила Софи Тёрнер как актрисы была одной из причин, по которой они решили дать её персонажу больше драматических сцен, и Брайан Когман добавил, что такой подход выглядит более разумным, чтобы дать сюжетную линию Винтерфелла проверенной актрисе, которая уже популярна у зрителей, чем привлекать нового персонажа.

### Кастинг
С этим эпизодом, Майкл Макэлхаттон (Русе Болтон) повышен до основного актёрского состава. Этот эпизод также представляет членов повторяющегося актёрского состава, Джонатана Прайса, который играет Его Воробейшество, и Фэй Марсей, которая играет Бродяжку.

## Реакция

### Телерейтинги
«Его Воробейшество» посмотрели около 6.71 миллионов американских зрителей во время первого показа.

### Реакция критиков
Эпизод получил положительные отзывы, особенно критики выделили сюжетную линию Джона и представление Его Воробейшества. На основе 28 отзывов критиков, эпизод получил рейтинг 100% одобрения на Rotten Tomatoes.

### Награды
Эпизод выиграл премию «Эмми» за лучшую работу художника-постановщика фэнтезийной программе на 67-й творческой церемонии вручения премии.
| Год  | Награда                                                  | Категория                                                               | Номинант(ы)                                                      | Результат |
| ---- | -------------------------------------------------------- | ----------------------------------------------------------------------- | ---------------------------------------------------------------- | --------- |
| 2015 | Творческая премия «Эмми»                                 | Лучшая работа художника-постановщика в фэнтезийной программе            | Дебора Райли, Пол Гирардани, Роб Кэмерон                         | Победа    |
| 2016 | Премия отличия ADG в работе художника                    | Одночасовой однокамерный фэнтезийный телесериал                         | Дебора Райли                                                     | Победа    |
| 2016 | Премия общества специалистов по визуальным эффектам 2015 | Лучшая созданная среда в эпизоде, рекламе или проекте реального времени | Доминик Пиш, Кристин Леклер, Патрис Пуассан, Томас Монтими-Броде | Победа    |